# Julio Hernández Cordón
Julio Hernández Cordón (17 de enero de 1975, Raleigh, Carolina del Norte) es un director, productor, documentalista y guionista estadounidense de cine independiente, conocido por trabajos cómo Marimbas del Infierno (2010), Te prometo anarquía (2015) y Cómprame un Revólver (2018).

## Biografía
Hernández Cordón nació en Raleigh, Carolina del Norte, Estados Unidos de padre mexicano y madre guatemalteca, mientras que su padre estaba estudiando un doctorado en comercio internacional allí. Posteriormente, Hernández Cordón fue registrado en las embajadas de México y Guatemala en Washington D. C. y criado entre Texcoco, México, Ciudad de Guatemala, Guatemala y San José, Costa Rica. En su juventud trabajó en una tienda de discos y luego como reportero del diario El Periódico de Guatemala, donde cubrió las secciones de noticias y cultura. Durante su paso por el diario, Hernández Cordón también publicó el libro de cuentos Por El Suelo (2000), del que luego se arrepintió. Ingresó a la Universidad Rafael Landívar de Guatemala para estudiar Ciencias de la Comunicación y Periodismo, y luego estudió Dirección de Cine en el Centro de Capacitación Cinematográfica en México.

## Carrera
En 2003 Hernández Cordón dirigió el cortometraje Km 31 y cinco años después se estrenó Gasolina (2008), su primer largometraje. La película, sobre tres adolescentes que roban gasolina para salir por la noche y pasear en el coche de su madre, ganó los premios de la Industria, Casa de América y CICAE en el Festival Internacional de Cine de San Sebastián.  En la crítica de la película, Variety afirmó que el director "exhibe de forma destacada sus lamentables recursos a modo de minimalismo". Su segunda película fue el documental Las Marimbas del Infierno (2010), sobre Don Alfonso, un marimbero extorsionado por la mara, y Blacko, un médico que toca música rock, con el objetivo común de fusionar el sonido tradicional de la marimba con la música heavy metal. Sobre el rodaje de la película en Guatemala, el director dijo: "Es un país pequeño, sin ley ni instituto de cine y, por tanto, sin apoyo estatal, y prácticamente todos las
películas se producen con iniciativas individuales. Los directores hacen sus películas y las producen con el apoyo de amigos, con cámaras profesionales pero no con cámaras de cine, y el contexto del país hace que hagamos películas de estilo "guerrillero", con bajo presupuesto y resolviendo ciertas carencias creativas, pero esas carencias le dan cierto estilo a las películas que estamos haciendo. Eso no quiere decir que sea un cine pobre, es minimalista, tal vez". La película ganó el Premio Guerrero al Mejor Largometraje Mexicano en el Festival Internacional de Cine de Morelia y el Gran Premio en los Rencontres Cinémas d'Amérique Latine de Toulouse.
Polvo (2012), sobre una pareja de documentalistas con la tarea de contar la historia de las mujeres que aún buscan a sus maridos o padres desaparecidos durante la larga guerra civil que asoló Guatemala entre 1960 y 1996, fue nominada a los premios Leopardo de Oro en el Festival Internacional de Cine de Locarno. Ese mismo año se estrenó Hasta el Sol Tiene Manchas. Según Hernández Cordón, se trata de una película "lúdica y experimental, que responde a los criterios del cine de bajo presupuesto", ya que el hecho de tener un presupuesto limitado da al cineasta "libertad creativa". Muestra a dos personajes: un niño con retraso mental que promueve el voto por un candidato presidencial, prometiéndoles que si votan por él, el país se clasificará para su primer Mundial, y un grafitero que muestra su descontento, y la película tenía intencionadamente "actuaciones súper cutres y planas", ya que era una crítica a las frustraciones sociopolíticas de Guatemala. Te prometo anarquía se estrenó en 2015 en el 68.º Festival Internacional de Cine de Locarno, donde fue la única película latina que competía por el Premio Leopardo de Oro y también se proyectó en la Sección de Cine Mundial Contemporáneo del Festival Internacional de Cine de Toronto 2015. Tras su exhibición en el XIII Festival Internacional de Cine de Morelia, la película obtuvo el Premio Guerrero al Mejor Largometraje Mexicano y una Mención Especial del Jurado. Te Prometo Anarquía, es protagonizada por Diego Calva Hernández y Eduardo Eliseo Martínez como dos amigos y amantes de toda la vida, y que tras un negocio fallido son separados por la madre de uno de ellos, y por este trabajo, Hernández Cordón obtuvo una nominación a Mejor Director en la 58.ª edición de los Premios Ariel de México. Hernández Cordón ha apostado por un tipo de cine muy personal, utilizando habitualmente actores no profesionales, a menudo vecinos de su comunidad local. Sobre su planteamiento para la película, el director declaró:

"Mi intención era jugar un poco con el género del cine negro, agarrarlo, utilizando los elementos más cercanos a mi filmografía, mezclando elementos documentales y de ficción, el uso de actores no profesionales y una atmósfera muy naturalista. Suelo rodar sin guión, pero con esta película pretendía apegarme más al texto. No lo hice del todo. Me ganó la vitalidad de los actores. Surgieron muchas escenas y diálogos en el momento. Necesitaba gente que supiera patinar, me interesaba documentar como un grupo de personas movidas por el cemento provocaba un sonido particular, un ruido como si estuvieras lijando el suelo. Gente que se apropia de la ciudad sin permiso y la cambia lentamente. Para mí es una película sobre vampiros diurnos sin poder. Por otro lado, es una historia inspirada en mi hermano, en la inocencia que se tiene cuando se es joven y se pretende ser criminal sin una razón para hacerlo. Por último, en esta historia he querido abarcar a las personas que desaparecen sin motivo".

- 2024. El Festival de Cine de Málaga retira su película "El día es largo y oscuro", por haber sido acusado de “hechos de violencia de género".